# 粟ノ保村
粟ノ保村（あわのほむら）は、石川県羽咋郡に存在した村。

## 地理
- 現在の羽咋市の南西部。西方は日本海の海岸に面する。
- 河川 - 子浦川、長者川

## 歴史
- 中世 - 「邑智院粟生保」が当地に存在した。
- 1889年（明治22年）4月1日 - 町村制の施行により、羽咋郡粟生村、兵庫村、新保村、粟原村、土橋村及び立開村を廃し、その区域をもって羽咋郡粟ノ保村を設置する。当初、役場は字粟生に設置。
- 1899年（明治32年） - 役場を字兵庫に移転。
- 1947年（昭和22年）4月 - 粟ノ保村立粟ノ保中学校を粟ノ保小学校に併設して開校。
- 1954年（昭和29年）11月3日 - 羽咋郡羽咋町、千里浜村、粟ノ保村、富永村、一ノ宮村、越路野村及び上甘田村を廃し、その区域及び下甘田村字上中山の区域をもって羽咋郡羽咋町を設置する。粟ノ保村の6大字は羽咋町の大字に継承。
- 1958年（昭和33年）7月1日 - 羽咋郡羽咋町を羽咋市とする。旧粟ノ保村の6大字は羽咋市の町に継承。

## 交通
- 国道249号（現在の道路）
- 国鉄七尾線が当村内を通っていたが、当時村内に駅は無かった（南羽咋駅の開業は1960年2月10日）。

## 教育
- 粟ノ保村立粟ノ保小学校（現・羽咋市立粟ノ保小学校）
- 粟ノ保村立粟ノ保中学校（粟ノ保小学校に併設。現在は羽咋市立羽咋中学校に統合。）